# Puerto deportivo de la Esperanza (Villaricos)

## Datos generales

### Situación
Coordenadas:
- 37º 15’ 06” N
- 1º 46’ 03” W
- País: España
- Comunidad Autónoma: Andalucía
- Provincia: Almería

Contraseña de la provincia marítima de Almería a la que pertenece

- Provincia marítima: Provincia marítima de Almería.
- Distrito marítimo: Distrito marítimo de Garrucha.
- Municipio: Cuevas del Almanzora (10.000 habitantes) (Almería), España.
- Localidad más cercana: Villaricos (600 hab) Pedanía de Cuevas del Almanzora.

### Gestión
- Organismo propietario: Junta de Andalucía
- Organismo gestor:Empresa Pública de Puertos de Andalucía

## Historia
- Año de construcción:	1996
- Constructora:	AUXINI
- Motivación de la construcción del actual puerto:

A la vista de la situación en que se encontraba el refugio antes de 1996, se hace necesario una actuación que satisfaga la demanda generada por pescadores y veraneantes.
Las principales deficiencias que presentaba el refugio anterior y sobre las que se actuaron, fueron:
Bocana mal orientada y demasiado abierta a los temporales, trasmitiendo una gran agitación en interior de dársena.
Dique de abrigo de altura de coronación escasa que hacía frecuente el rebase y los rociones, inspirando desconfianza e inseguridad a pescadores y dueños de embarcaciones de recreo.
Escollera de protección con rocas de tamaño insuficiente y de material lajoso ó conglomerado, con propensión al desgaste y disgregación.
Dársena con poco calado que impedía a los pescadores de la zona la adquisición de barcos de mayores proporciones.
Carencia de ordenación dentro del recinto portuario

## Funciones
- Deportiva

- Pesquera

## Superficie (M2)
- Total:	17.873
- Agua Abrigada:	7.363
- Zona portuaria en tierra: 10.510
- Ocupada por atraques:	1.970

## Diques de abrigo
- Dique de levante:	Dique en talud 2,5:1 de escollera natural.
- Dique de poniente:	Dique en talud de escollera natural.
- Longitud D. de Levante:	190 m
- Longitud D. de Poniente:	55 m
- Profundidad al pie D. Levante:	5,5 m en el morro.
- Profundidad al pie D. Poniente:	2,5 m

## Atraques
- Tipo: 	Pantalanes y muelles.
- Número:	89
- Tipo de Barcos:	Recreo a motor y pequeños veleros.

## Criterios de diseño en planta
- Ancho de bocana: 18 m
- Explanada de Varadero:	1.740 m²
- Separación ente pantalanes:	12 m
- Aparcamientos:	205,2 m² (12 plazas)

## Servicios existentes
Previsión meteorológica
- Práctico:	NO
- Varadero:	Sí
- Servicio de remolcadores: NO
- Combustible:	SÍ
- Aseos:	SÍ
- Electricidad:	SÍ
- Agua Potable:	SÍ
- Servicio de Vigilancia: 	SÍ

## Accesibilidad
- Desde la AP-7 Salida Los Lobos/Cuevas del Almanzora en dirección Pulpí por A-332 hasta cruce con AL-8105 La Mulería, Brujulú antes de llegar a Las Herrerías se coge la AL-8106 hasta Villaricos. O salida Águilas y se coge la N-332 RM-333 A-332 (es la misma carretera con sus diferentes denominaciones según cada administración por donde pasa) hasta San Juan de los Terreros pasado San Juan se coge la AL-7107 dirección Garrucha hasta Villaricos

¿No sabes como llegar? (enlace roto disponible en Internet Archive; véase el historial, la primera versión y la última).

## Relación del puerto con el entorno natural y urbano
el Puerto de Villaricos forma parte del Término municipal de Cuevas del Almanzora y está situado en la costa entre las estribaciones de la Sierra Almagrera y la desembocadura del río Almanzora. 
La Sierra Almagrera, con sus minas de plomo y plata ha marcado desde antiguo la historia de Villaricos.
Hoy día, agotados hace tiempo los filones de plata, Villaricos se está convirtiendo en una villa de veraneo que resulta muy atractiva por su historia y peculiar situación, lo que hace de sus puertos un elemento sumamente importante para su sostenibilidad, con los deportes náuticos como uno de sus alicientes principales.
La zona de Villaricos se encuentra incluida en el unidad dinámica Cabo de Gata - Límite provincia de Murcia. Presenta un frente abierto a la dirección SE y la costa presenta en general un aspecto quebrado. Las estribaciones de la Sierra Almagrera llegan hasta el mar produciendo un litoral irregular suavizado parcialmente por depósitos arenosos.
La plataforma costera es en general muy inclinada, con una batimetría irregular y está atravesada por varios cañones submarinos, entre los que destaca el situado frente al puerto de Garrucha que aproxima las grandes profundidades a la costa.
El material que constituye las playas tiene una gradación de tamaños que va desde gravas y cantos hasta arenas finas. 
Los cauces fluviales de esta región se caracterizan por la irregularidad e intensidad en su actuación. Esto es debido a un régimen de lluvias marcadamente mediterráneo y a unas cuencas que responden con rapidez a la intensidad de lluvia, debido a la falta de cubierta vegetal. Cuando sobreviene una lluvia intensa, grandes cantidades de sedimentos son conducidos hacia el mar.
En cuanto a las playas cercanas, Cala de la Esperanza al NE, y Cala Verde al SO, se encuentran encajadas en las estribaciones de Sierra Almagrera, y están formadas por piedra oscura de los alrededores. 
Estas playas, situadas corriente arriba del delta del río Almanzora, dependen poco de la dinámica litoral y el grueso material que las forma tiene muchas dificultades para ser arrastrado.
En ningún caso, existe aportación y menos desde el norte, pues los acantilados pertenecientes al macizo de Sierra Almagrera se extienden varios kilómetros hasta la playa de Calapanizo, solo interrumpidos por diminutas calas.
El actual puerto enlaza con el final del Paseo Marítimo, dando remate a éste.

## Puertos cercanos
- La Balsa: 0,40 mn
- Garrucha: 5 mn
- Carboneras: 16,7 mn
- Águilas: 13,30 mn

## Contacto
- Página web: www.eppa.es
- Teléfono Puerto de Villaricos: 950 467 137
- Teléfono Empresa Pública de Puertos de Andalucía: 955 007 200